# Niphargus arbiter
Niphargus arbiter is een vlokreeftensoort uit de familie van de Niphargidae. De wetenschappelijke naam van de soort is voor het eerst geldig gepubliceerd in 1985 door G. Karaman.